# Есторф (Округ Штаде)
Есторф (њем. Estorf) општина је у њемачкој савезној држави Доња Саксонија. Једно је од 40 општинских средишта округа Штаде. Према процјени из 2010. у општини је живјело 1.445 становника. Посједује регионалну шифру (AGS) 3359016.

## Географски и демографски подаци
Есторф се налази у савезној држави Доња Саксонија у округу Штаде. Општина се налази на надморској висини од 12 метара. Површина општине износи 29,4 km². У самом мјесту је, према процјени из 2010. године, живјело 1.445 становника. Просјечна густина становништва износи 49 становника/km².